# Marcus Stewart
Marcus Stewart (Bristol, 7 november 1972) is een voormalig Engels voetballer die als aanvaller gedurende zijn carrière onder andere voor Bristol Rovers, Ipswich Town en Preston North End uitkwam. 
Als speler van Ipswich Town scoorde Stewart 19 keer (34 duels) in het seizoen 2000/01, waarmee hij die voetbaljaargang als tweede eindigde in het topscorersklassement,  achter de Nederlandse aanvaller Jimmy Floyd Hasselbaink van Chelsea FC (23 goals).

## Erelijst
Sunderland
- Football League Championship

2005